# 874 TCN
874 TCN là một năm trong lịch La Mã.